# Толпеко Денис Андрійович
Денис Андрійович Толпеко (рос. Денис Андреевич Толпеко; 29 січня 1985, м. Москва, СРСР) — російський хокеїст, лівий нападник. Виступає за «Салават Юлаєв» (Уфа) у Континентальній хокейній лізі.  
Вихованець хокейної школи «Русь» (Москва). Виступав за «Витязь» (Чехов), «Сієтл Тандербердс» (ЗХЛ), «Реджайна Петс» (ЗХЛ), «Філадельфія Фантомс» (АХЛ), «Філадельфія Флайєрс», «Динамо» (Москва), «Нафтохімік» (Нижньокамськ).
В чемпіонатах НХЛ — 26 матчів (1+5).
Досягнення
- Володар кубка Гагаріна (2012, 2013)
- Володар кубка Шпенглера (2008)